# Azerbaijan Airlines
Azerbaijan Airlines (aserbaidschanisch: Azərbaycan Hava Yolları, auch AZAL) ist die nationale Fluggesellschaft Aserbaidschans mit Sitz in Baku und Basis auf dem Flughafen Baku.

## Geschichte
Azerbaijan Airlines wurde am 7. April 1992 als staatliche Fluggesellschaft gegründet.
Am 22. Februar 2007 bestellte die Gesellschaft zwei Boeing 787-8. Die erste 787 wurde am 23. Dezember 2014 ausgeliefert.
Im Dezember 2016 wurde die Billigfluggesellschaft Buta Airways gegründet, welche am 1. September 2017 von Baku nach Tiflis ihren Erstflug durchführte. Im August 2023 wurde bekannt, dass Azerbaijan Airlines mit ihrer Tochtergesellschaft Buta Airways fusionieren und danach nur mehr unter der Marke AZAL arbeiten wird. Die Marke Buta Airways wurde im Oktober 2023 eingestellt.

## Flugziele

Von Azerbaijan Airlines 2015 angeflogene Länder

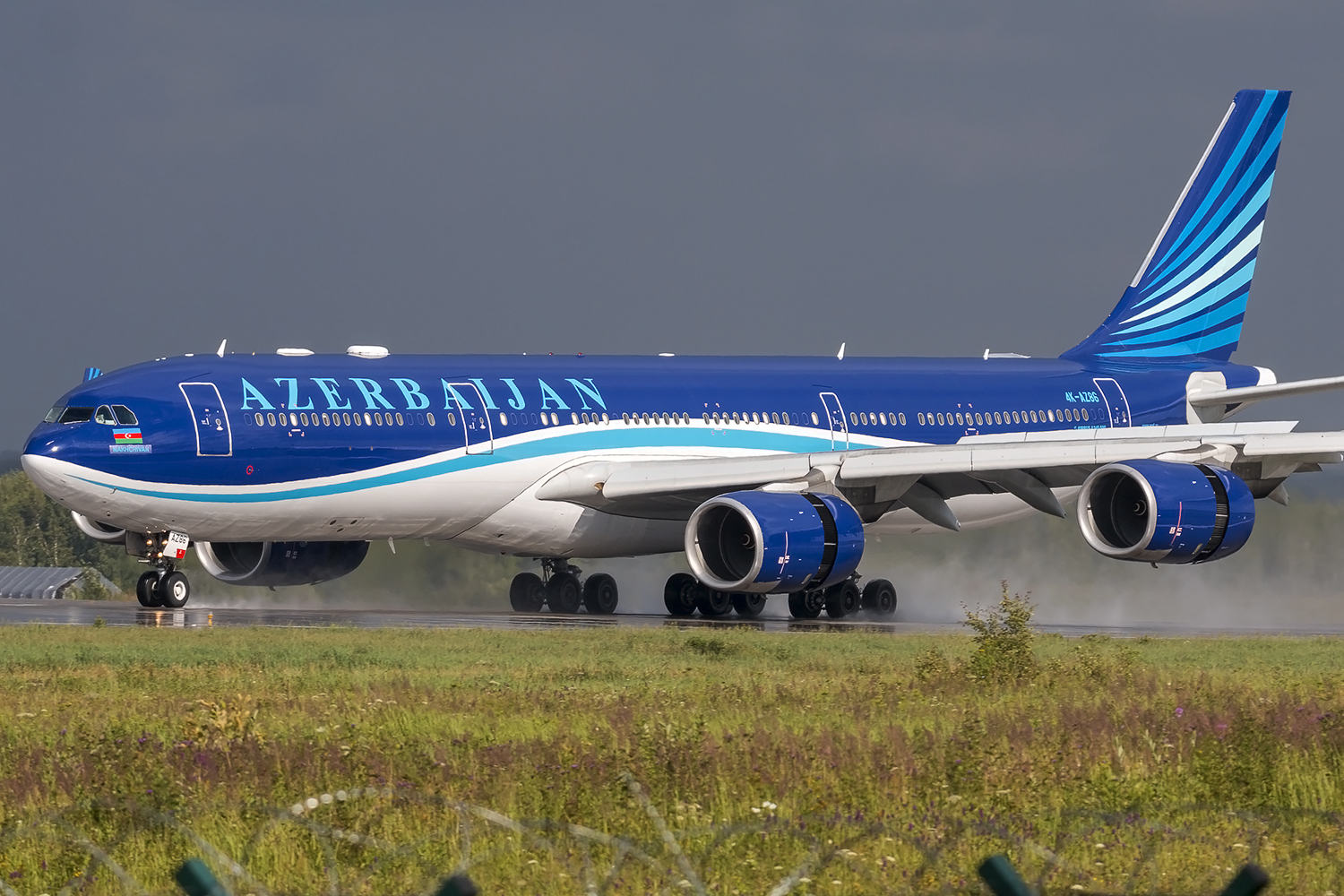
Airbus A340-542 der AZAL

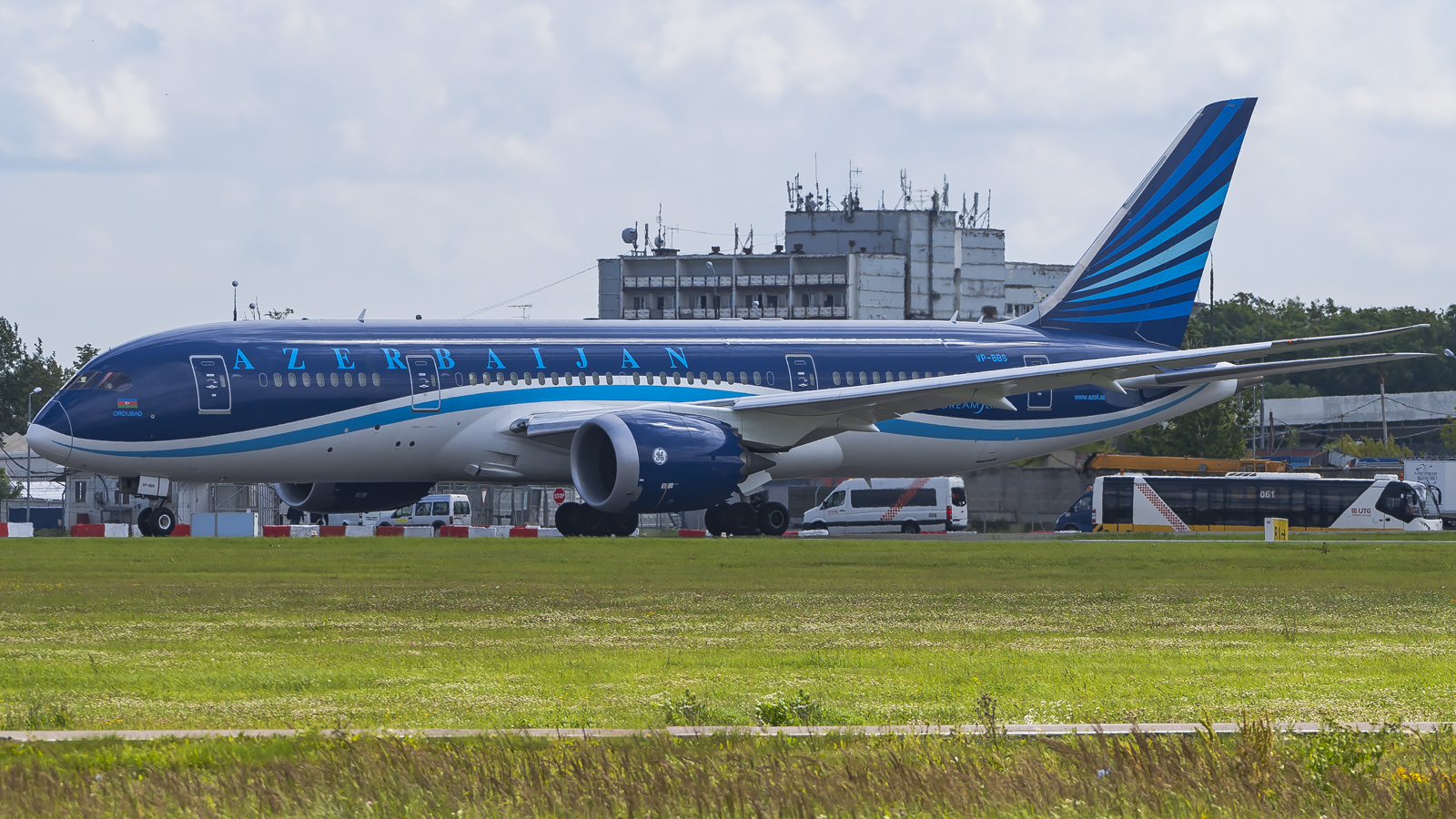
Boeing 787-8 der AZAL

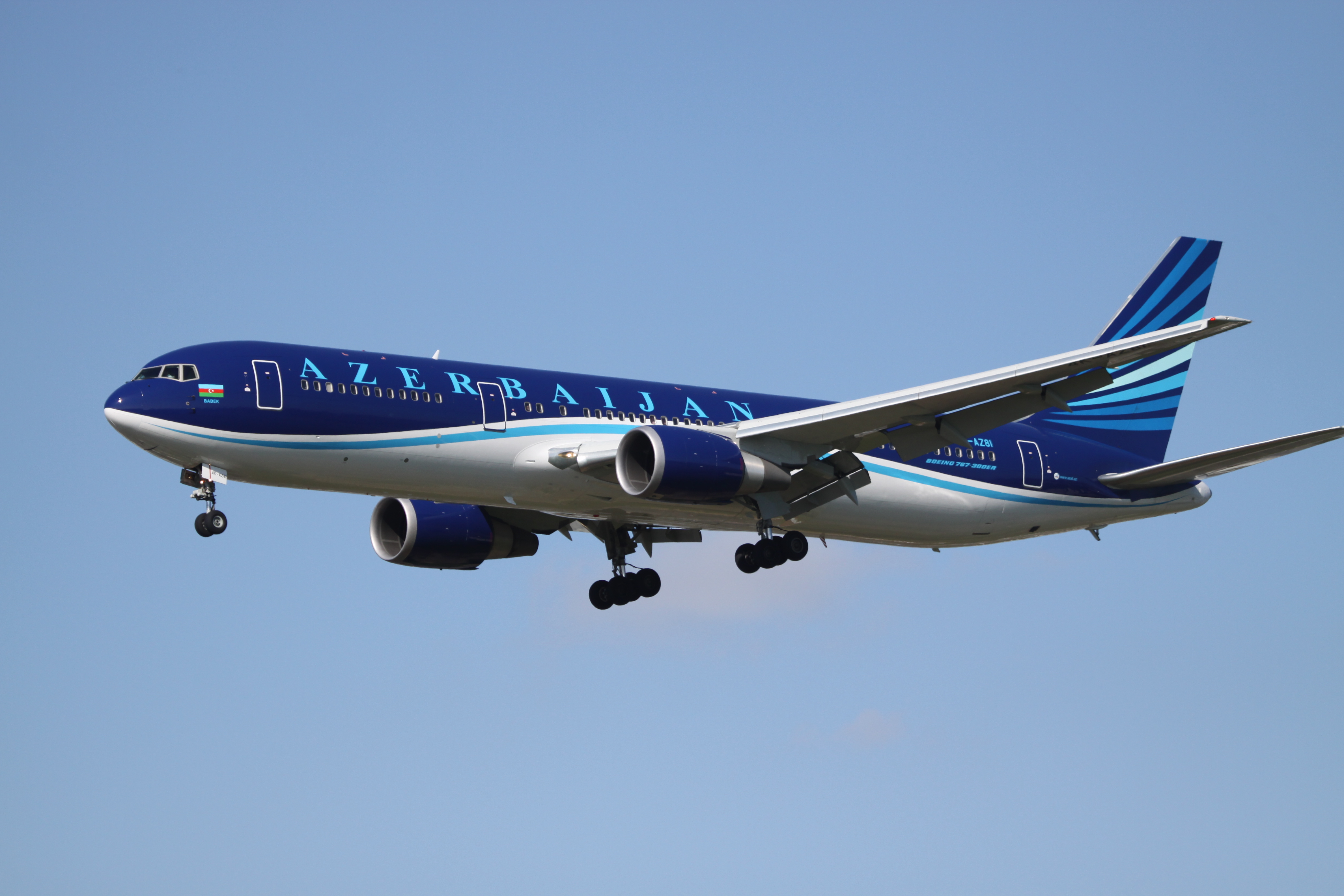
Boeing 767-300ER der AZAL

Azerbaijan Airlines führt Linienflüge nach Europa, China, Thailand, den Nahen Osten und in die Vereinigten Staaten durch. Im deutschsprachigen Raum werden Berlin und seit Mai 2023 auch Wien bedient.

## Flotte

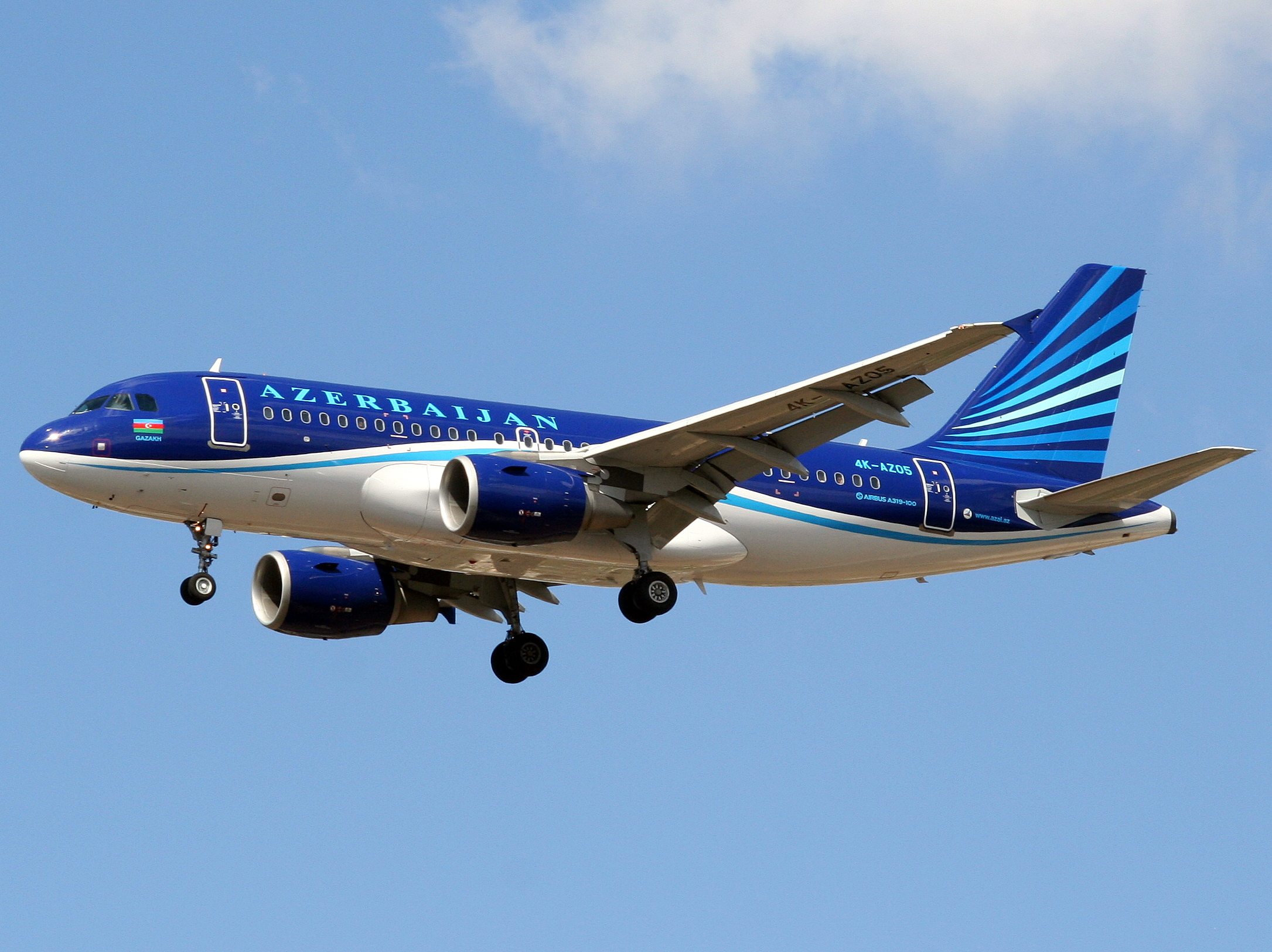
Airbus A319-100 der AZAL

### Aktuelle Flotte
Mit Stand Ende Dezember 2024 besteht die Flotte der Azerbaijan Airlines aus 31 Flugzeugen mit einem Durchschnittsalter von 12,7 Jahren:

#### Linienflugbetrieb
| Flugzeugtyp      | Anzahl | bestellt | Anmerkungen                                                           | Sitzplätze (Business/Eco+/Eco) | Durchschnittsalter |
| ---------------- | ------ | -------- | --------------------------------------------------------------------- | ------------------------------ | ------------------ |
| Airbus A319-100  | 04     |          |                                                                       | 114 (24/-/90) VIP*             | 19,2 Jahre         |
| Airbus A320-200  | 10     |          | einer inaktiv                                                         | 146 (20/-/126) VIP*            | 16,3 Jahre         |
| Airbus A320neo   | 03     | 6        | Erstauslieferung im Dezember 2022; + Absichtserklärung für 17 weitere | 186 (-/-/186)                  | 2,1 Jahre          |
| Airbus A321neo   |        | 6        |                                                                       | – Offen –                      |                    |
| Airbus A340-600  | 01     |          |                                                                       | VIP*                           | 18,1 Jahre         |
| Boeing 757-200   | 01     |          |                                                                       | 180 (22/-/158)                 | 24,1 Jahre         |
| Boeing 767-300ER | 03     |          | eine inaktiv; Eine mit Winglets ausgestattet                          | 198 (22/-/176) VIP*            | 13,6 Jahre         |
| Boeing 777-200   | 01     |          |                                                                       | VIP*                           | 5,1 Jahre          |
| Boeing 787-8     | 02     | 08       |                                                                       | 210 (18/35/157)                | 10,1 Jahre         |
| Embraer ERJ-190  | 07     |          | eine inaktiv                                                          | 106                            | 8,8 Jahre          |
| Irkut MC-21-300  |        | 10       | Auslieferung offen                                                    | – Offen –                      |                    |
| Gesamt           | 31     | 30       |                                                                       |                                | 12,7 Jahre         |

* Azerbaijan Airlines betreibt fünf Flugzeuge für die Regierung Aserbaidschans:

#### Regierungsmaschinen
| Flugzeugtyp      | Anzahl | Luftfahrzeugkennzeichen | Anmerkungen |
| ---------------- | ------ | ----------------------- | ----------- |
| Airbus ACJ319    | 1      | 4K-8888                 |             |
| Airbus ACJ320    | 1      | 4K-AI07                 |             |
| Airbus A340-600  | 1      | 4K-AI08                 |             |
| Boeing 767-300ER | 1      | 4K-AI01                 |             |
| Boeing 777-200LR | 1      | 4K-AI001                |             |
| Gesamt           | 5      |                         |             |

### Ehemalige Flugzeugtypen

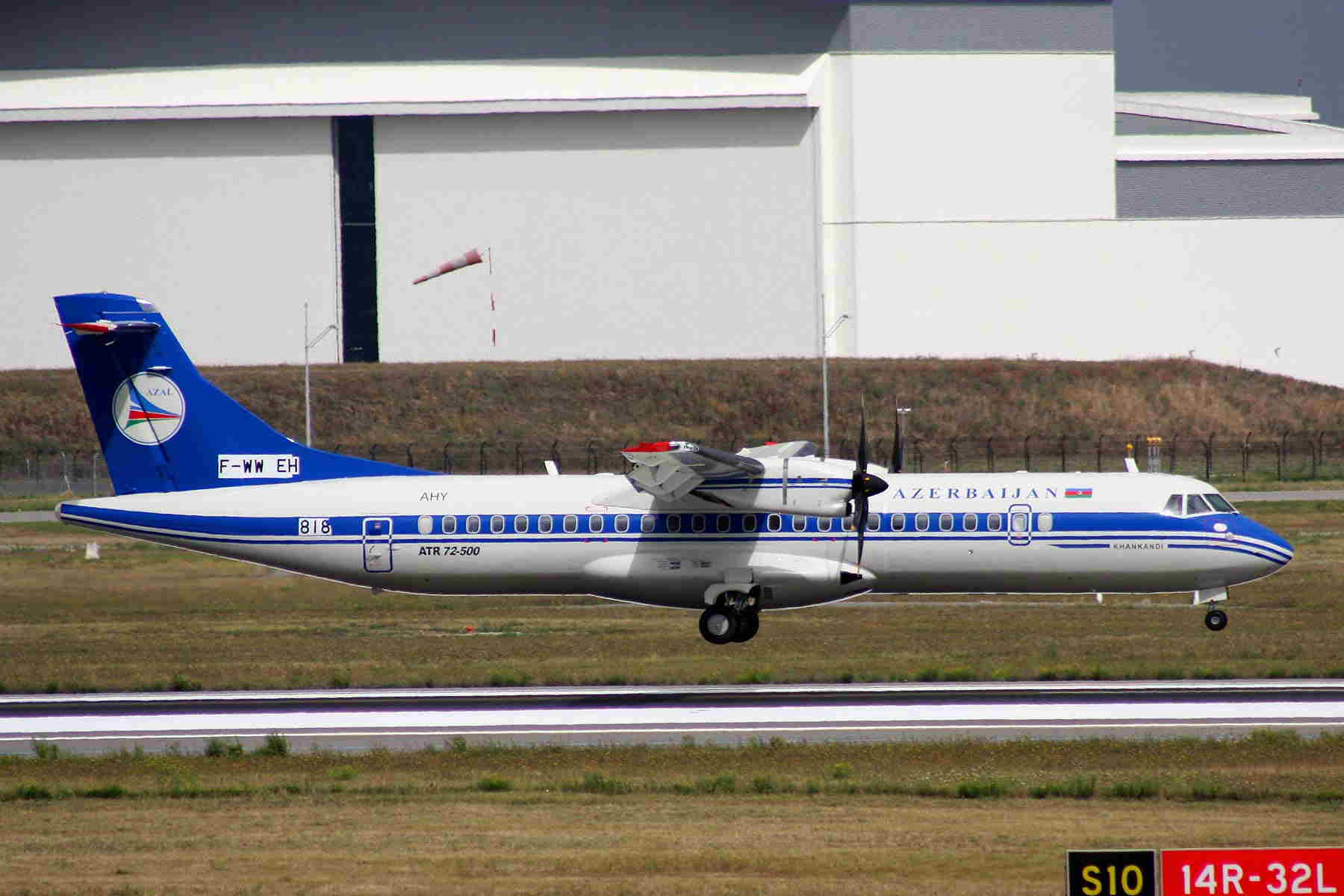
Vormals eingesetzte ATR 72 der AZAL

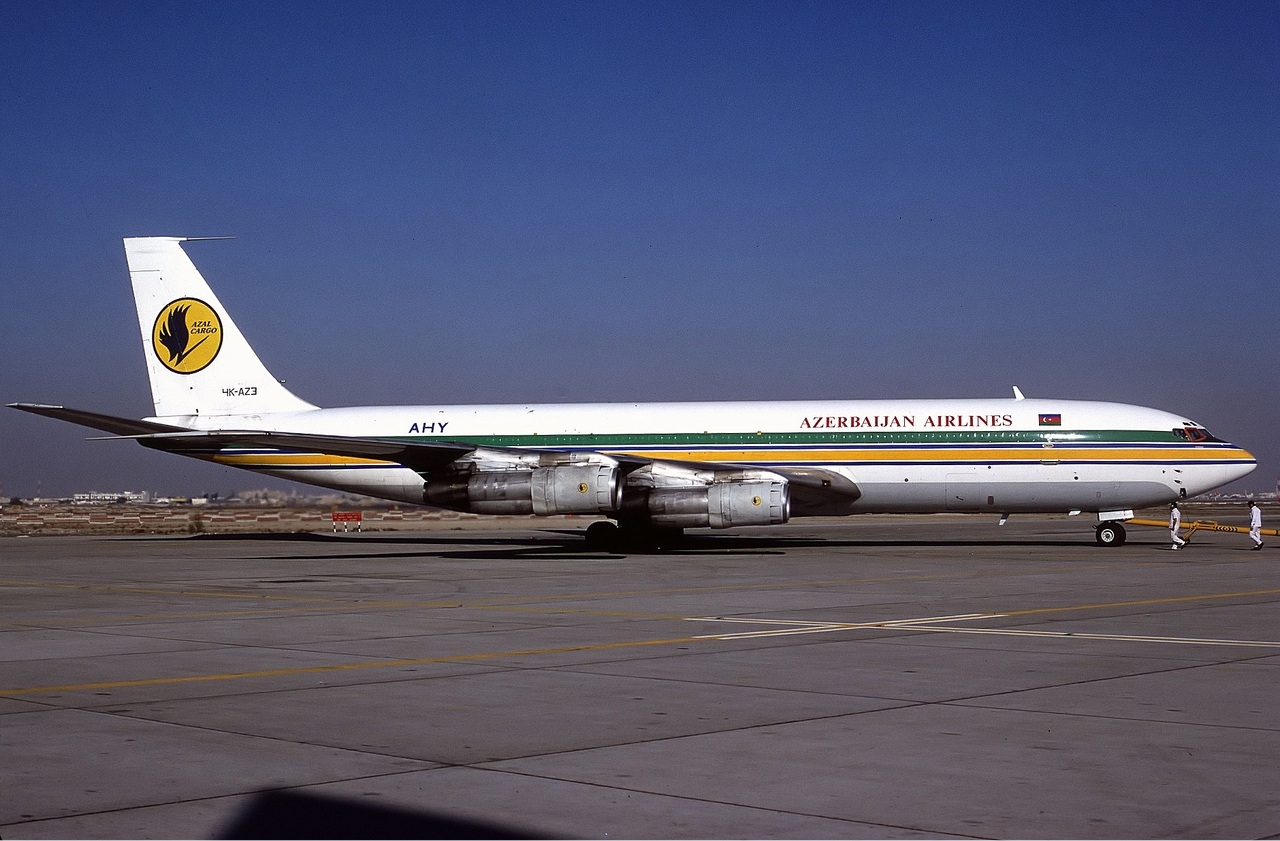
Vormals eingesetzte Boeing 707 der AZAL

Darüber hinaus setzte Azerbaijan Airlines in der Vergangenheit noch folgende Flugzeugtypen ein:
- Airbus A340-500
- ATR 42
- ATR 72
- Boeing 707
- Boeing 727
- Embraer 170
- Embraer 190
- Ilyushin IL-76 (Ein Flugzeug wird in Baku gelagert)
- Jakowlew Jak-40
- Tupolew Tu-134
- Tupolew Tu-154M (Regierungsflugzeug)

## Zwischenfälle
Von 1995 bis Dezember 2024 kam es bei Azerbaijan Airlines zu fünf Totalschäden von Flugzeugen und einem Totalverlust eines Passagierhubschraubers. Bei allen sechs Zwischenfällen gab es Todesopfer, insgesamt kamen über 127 Menschen ums Leben:
- Am 28. Januar 1992 wurde ein Mil-Mi-8-Passagierhubschrauber nahe Şuşa von einer Boden-Luft-Rakete abgeschossen.

- Am 30. November 1995 kam es mit einer Boeing 707-300C der Azerbaijan Airlines (4K-401) infolge von Treibstoffmangel zu einer Bruchlandung 9 Kilometer vor dem Flughafen Baku, wobei zwei der sechs Insassen des Frachtfluges starben (siehe auch Flugunfall einer Boeing 707 der Azerbaijan Airlines bei Baku).[14]

- Am 5. Dezember 1995 verunglückte eine Tupolew Tu-134B der Azerbaijan Airlines (4K-65703) nach dem Start vom Flughafen Nachitschewan. Während des Steigflugs nach dem Start fiel das Triebwerk Nr. 1 (links) aus. Die dreiköpfige Besatzung stellte jedoch das noch funktionierende Triebwerk Nr. 2 (rechts) ab. Daraufhin kam es zum Kontrollverlust; die Maschine schlug auf einem Feld knapp 4 Kilometer von der Startbahn entfernt auf. Von den 82 Insassen starben 52. Auslöser war ein schon lange bestehender, nicht reparierter Defekt am Triebwerk 1 (siehe auch Azerbaijan-Airlines-Flug 56).[15]

- Am 15. Mai 1997 wurde eine Jakowlew Jak-40 im Landeanflug auf Gjandscha durch Fehlschüsse aus einer überflogenen Schießanlage getroffen, woraufhin ein Feuer an Bord ausbrach und die Maschine schließlich abstürzte. Alle sechs Menschen an Bord kamen ums Leben (siehe auch Flugunfall bei Gəncə).[16]

- Am 25. Dezember 2005 stürzte eine Antonow An-140 (4K-AZ48) nach dem Ausfall aller drei Künstlichen Horizonte kurz nach dem Nachtstart vom Flughafen Baku nahe Nardaran am Kaspischen Meer ab. Alle 23 Insassen kamen ums Leben. Grund war der Einbau gefälschter Flugzeugteile ab Werk (siehe auch Azerbaijan-Airlines-Flug 217).[17]

- Am 25. Dezember 2024 verunglückte eine Embraer 190AR der Azerbaijan Airlines (4K-AZ65) in der Nähe des Flughafens Aqtau.[18] Nach aserbaidschanischen Medienangaben ist das Flugzeug ersten Ermittlungen zufolge bei dem Anflug auf Grozny von einer russischen Flugabwehrrakete vom Typ Pantsir-S getroffen worden. Die Kommunikationssysteme seien zuvor komplett gestört worden.[19] Von der Regierung in Baku mit den Ermittlungen betraute Personen sagten der Nachrichtenagentur Reuters, dass niemand einen absichtlichen Abschuss unterstellen würde. Aufgrund der festgestellten Fakten würde die Regierung von Aserbaidschan aber erwarten, dass die russische Seite den Abschuss des Flugzeuges zugeben würde (siehe auch: Azerbaijan-Airlines-Flug 8243).[20]